# Erzbistum Vrhbosna
Das Erzbistum Vrhbosna (kroatisch und bosnisch Vrhbosanska nadbiskupija; deutsch sinngemäß „Hoch-Bosnien“, „Spitze Bosniens“; lateinisch Archidioecesis Vrhbosnensis o Seraiensis) mit Sitz in Sarajevo ist das einzige römisch-katholische Erzbistum in Bosnien und Herzegowina. Dem Erzbistum sind drei Bistümer unterstellt. Die römisch-katholische Kirche in Bosnien und Herzegowina und somit auch das Erzbistum Vrhbosna sind eng mit der römisch-katholischen Kirche in Kroatien verbunden. Das Erzbistum war stets Teil der Kirche unter den Kroaten und trug in wesentlichem Maße zur Erhaltung und Pflege der katholischen Traditionen in einem osmanisch-muslimisch dominierten Umfeld bei. Erzbischof von Vrhbosna ist seit Januar 2022 Tomo Vukšić.

## Frühchristentum
Im Gebiet des heutigen Bistums Vrhbosna (Sarajevo) (Vrhbosna war die alte bosnische Bezeichnung vor der türkischen Eroberung) war die Kirche bereits in der Römerzeit organisiert. Wann genau das Christentum in dieses Gebiet kam, kann nicht genau datiert werden. Es steht jedoch fest, dass es zwischen dem 1. und dem 5. Jahrhundert erstarkte. Nach der administrativen Aufteilung der römischen Provinz Illyricum in Pannonien und Dalmatien mit ihren Metropolen Sirmium (heute Sremska Mitrovica) und Salona (heute Erzbistum Split-Makarska) gehörte der nördliche Teil zum heutigen Erzbistum Sarajevo; während zur Kirchenprovinz Salona mehrere Bistümer im heutigen Staatsgebiet von Bosnien-Herzegowina gehörten, deren Namen vor allem aus den Akten der beiden Synoden von Salona (530 und 583) bekannt sind. Eines der Bistümer, die im Gebiet der heutigen Erzdiözese Sarajevo lagen, war Bistua Nova oder Bistues (zwischen Zenica und Travnik gelegen), das im Jahre 533 von Bischof Andrija geleitet wurde. Ein zweites Bistum war das Bistum Martari. Es müsste nördlich vom See Jablaničko jezero gelegen haben oder in der Nähe der Vrbasquelle. Durch die Verwüstungen der Awaren und in der anschließenden Völkerwanderungszeit bzw. der Landnahme der Slawen auf dem Balkan ab dem späten 6. Jahrhundert wurden die Erzbistümer Sirmium (582) und Salona (614) zerstört, und ihr Untergang steht in einem auch für das Ende aller Bistümer und zu einem Großteil auch des Christentums in diesen Gegenden. Das Christentum sollte jedoch durch die Verwüstung nicht niedergeworfen bleiben.

## Die Kroaten
Im 7. und 8. Jahrhundert sollte das Christentum durch die Missionierung bei den Kroaten, die von der Adriaküste landeinwärts kamen, zum neuen Leben erwachen. Weite Teile Bosniens kamen, zum erneuerten Erzbistum Split-Makarska (dem Nachfolgerbistum von Salona), das von den Bistümern später als ihr Oberhaupt anerkannt wurde. Mit dem Christentum nahmen die Kroaten auch die Zivilisation und die Kultur der romanisierten Bevölkerung der Gegend an, in der sie sich niederließen. So auch Elemente des gesellschaftlichen Lebens, der Lebensart und der Frömmigkeit, die zu Anfang allerdings noch eher heidnische als christliche Züge hatte. Zur intensiveren Glaubensunterweisungen kam es erst nach der neuen und stärkeren Kirchenorganisation, das heißt nach der Gründung der Bistümer.
Bosnien wurde erst im 9. Jahrhundert erwähnt, als kleine Region an der Quelle des Flusses Bosna. Bis zum 15. Jahrhundert entwickelte es sich zu einem flächenmäßig relativ großen Königreich, das sich nach dem Erlöschen des kroatischen Herrschergeschlechts in Richtung Norden bis an die Save und in Richtung Westen bis nach Jajce und Bihać ausdehnte. Das Los des bosnischen Bistums ist eng verbunden mit der Geschichte des bosnischen Staates. Es wird in der Mitte des 11. Jahrhunderts erstmals erwähnt. Der Sitz war Brdo in der Pfarrei Vrhbosna (Sarajevo). Zunächst war der Bischof Suffraganbischof des Metropoliten von Split. Bald jedoch zeigte der Metropolit von Bar (Montenegro) Ambitionen, das Bistum unter seine Jurisdiktion zu bekommen. Es meldete sich auch der Metropolit des Erzbistums Kalocsa-Kecskemét (Ungarn) als Prätendent auf diesen Bischofssitz mit dem Ziel, seine Macht mit Hilfe der ungarischen Krone (zu diesem Zeitpunkt bereits mit der kroatischen Krone in Personalunion vereint) auf Bosnien auszuweiten. Da die ungarisch-kroatischen Könige ihre Rechte auf Bosnien als Vasallenstaat (Banat) geltend machten und auf dem Erzbischofsstuhl von Split ein Ungar saß, gliederte der Herrscher von Bosnien, Ban Kulin, die Diözese dem Erzbistum Dubrovnik an.
Bereits vom 12. Jahrhundert an (und bis zum Fall unter die osmanische Herrschaft im Jahre 1463) war der bosnische Staat durch die Glaubensfehden zwischen der sogenannten „Bosnischen Kirche“ (Bosnische Christen) und der katholischen Kirche im Inneren zerrissen. Die Bischöfe des Landes suchten sich schließlich ein friedlicheres Fleckchen und gingen mit ihrem Domkapitel außer Landes, auf ihre Ländereien in Đakovo (Slawonien, Nordkroatien). Dort unterstellten sie sich dem Metropoliten von Kalocsa und erhielten von ihm zehn Pfarreien des Bistums Fünfkirchen (Pécs). Bosnischen Boden betraten sie nie wieder und ihr Bistum verwalteten sie über ihre Vikare. Die kroatische Kirchenprovinz Syrmien, später Đakovo-Syrmien genannt, heute Erzbistum Đakovo-Osijek, trug aus diesem Grunde bis 2008 zusätzlich die historische Bezeichnung „Bosnische Kirchenprovinz“.
Die „Bosnischen Christen“, die im Grunde höchstwahrscheinlich Anhänger der alten unreformierten Kirchenpraxis waren und sich mit aller Macht den neuen Formen der feudalen Kirche in Europa entgegenstemmten, zogen nicht nur Missionare (Dominikaner und Franziskaner) ins Land, sondern auch die ungarisch-kroatischen Könige, die regelrechte Kreuzzüge unternahmen, angeblich zum Schutze der katholischen Rechtgläubigkeit in Bosnien, in Wirklichkeit jedoch, um das Land zu erobern.

## Osmanische Herrschaft
Dieser Streit und auch die Zerrissenheit unter den bosnischen Fürsten spielte das Land unaufhaltsam den Türken in die Hände. Im 14. Jahrhundert stießen die Osmanen mit zunehmender Wucht auf die Balkanhalbinsel vor und nahmen einen Kleinstaat nach dem anderen ein. Das Gebiet von Bosnien eroberten sie nach und nach, und zudem über die Magnaten im Lande, die um jeden Preis an die Macht wollten. So wurde Bosnien von seinen eigenen Landeskindern, von seinem unter der Hand mit den Türken paktierenden Adel an die Türken ausgeliefert, und zwar schon lange vor dem verhängnisvollen Jahr 1463, als Bosnien im Volksmund „stillschweigend“ fiel.
Für die katholische Kirche waren die Folgen der osmanischen Eroberung der Balkanhalbinsel katastrophal. Die Bischofsstühle im ganzen Land waren verwaist, denn die Bischöfe, die der Hof in Wien ernannte – um sein Recht der Bischofsernennung und seine Ansprüche auf diese Gebiete weiter geltend zu machen –, lebten an den Höfen weit weg von ihren Bistümern. Auf diese Weise konnte es geschehen, dass bis zur Gründung der Kongregation De Propaganda Fide in Rom (1622) ganze Landstriche, die unter türkischer Herrschaft standen, ohne Seelsorge waren. Erschwert wurde diese Lage der Katholiken im Osmanischen Reich noch durch den Umstand, dass sie keine reguläre Kirchenverwaltung hatten, denn ihr Verwaltungszentrum befand sich im Vatikan und war über die Jahrhunderte hinweg bei allen Kriegszügen gegen die Osmanen die treibende Kraft. Aus diesem Grunde zog während der osmanischen Zeit ein Großteil der Katholiken nach Istrien, ins ungarische Burgenland und übers Meer nach Italien (Moliseslawen). Oder sie traten in die serbisch-orthodoxe Kirche ein bzw. zum Islam über.
Außerdem verließen in jener Zeit zahlreiche orthodoxe Christen ihre Heimat und siedelten sich in katholisch-kroatischen Gebieten an der Grenze und ins Landesinnere an. Auf diese Weise wurde das ethnische und konfessionelle Bild der Bevölkerung Bosniens von Grund auf verändert. Anders als in anderen türkisch besetzten Gebieten harrten in Bosnien die Franziskaner bei ihrem katholischen Volk aus. Sie kämpften, vorschriftsmäßig in türkischen Gewändern gehüllt, an der Hohen Pforte für die Rechte der Katholiken und dehnten mit der Zeit ihr Wirken auf das gesamte Osmanische Reich aus, von Ungarn bis an die adriatische Küste und sogar bis an das Schwarze Meer. Neben den Franziskanern gab es in Bosnien Weltpriester und einige Missionare anderer Ordensgemeinschaften, insbesondere Jesuiten und Dominikaner. Sie konnten nicht lange gegen die Franziskaner bestehen, die voll und ganz das Feld behaupteten.

## Neugründung
Im Jahre 1735 wurde das Apostolische Vikariat Bosnien gegründet und von den Franziskanern als Apostolische Vikare im Bischofsrang geleitet. Unter den genannten Umständen konnten die Franziskaner eine verhältnismäßig rege geistlich-literarische Tätigkeit entfalten. Ihre Werke erschienen zunächst bosnischer (Bosančica) und später dann in lateinischer Schrift. Doch trotz aller Bemühungen konnten auch sie den Lauf der Geschichte nicht ändern und der Kirche in Bosnien zu einer organischen Entwicklung verhelfen. Erst nach dem Volksaufstand und der österreichisch-ungarischen Besetzung Bosnien-Herzegowinas im Jahre 1878 wurden die Voraussetzungen für eine Wiederherstellung der regulären Kirchenorganisation geschaffen. Im Jahre 1881 schuf Papst Leo XIII. durch seine Bulle „Ex hac augusta“ in Sarajevo (dem alten Vrhbosna) das Erzbistum Sarajevo, mit einem Metropoliten an der Spitze. Ihm wurden die neu gebildeten Diözesen Banja Luka und Mostar Duvno (-Trebinje-Mrkan) als Suffraganbistümer unterstellt. Dieselbe Bulle verlangte auch die Schaffung des Domkapitels in Sarajevo und eines zentralen Seminars für die Schulung des Diözesanklerus der gesamten Kirchenprovinz. Der erste Erzbischof wurde Josef Stadler, Priester des Erzbistums Zagreb und Professor für Fundamentaltheologie an der dortigen theologischen Fakultät.

## 1918–1991
Nach dem Tode des Erzbischofs Stadler und unter den veränderten politischen Umständen des neuen Staates, dem Königreich der Serben, Kroaten und Slowenen (später dem Königreich Jugoslawien) übernahm Erzbischof Ivan Šarić die Leitung der Erzdiözese (1922–1960). In den Kriegswirren der Jahre 1941 bis 1945 und in der kommunistisch geprägten Nachkriegszeit hatte das Erzbistum hohe Verluste hinzunehmen. Erzbischof Šarić ging ins Exil, der Kirche wurden sämtliche Erziehungs- und Bildungseinrichtungen sowie Bistümer abgenommen, die Ordensschwestern mussten das Land verlassen, Priester wurden eingesperrt und nicht wenige von ihnen sind niemals wieder aus den Gefängnissen heimgekehrt. Während er Abwesenheit des Erzbischofs Šarić (1945–1960) wurde das Erzbistum von Marko Alaupović verwaltet, zunächst als Generalprovikar und später als Generalvikar und auch Erzbischof Šarićs Tod, dann als Erzbischof in den Jahren (1960–1968). Sein Nachfolger, Dr. Smiljan-Franjo Čekada (1968–1978), konnte im Jahre 1969 das Diözesanpriesterseminar in Sarajevo wiedereröffnen. Nach seinem Tode wurde Marko Jozinović Erzbischof (1977–1989). Seinen Nachfolger Vinko Puljić, der seit dem Jahre 1990 das Erzbistum leitet, berief Papst Johannes Paul II. in sein Kardinalskollegium, sodass Bosnien nun zum ersten Mal in seiner Geschichte einen eigenen Kardinal hat.
Das Erzbistum hat heute eine Fläche von 22.401 Quadratkilometern und ist in vier Archidiakonate und 13 Dekanate eingeteilt. Die Erzdiözese hat sich unter den Schutz des allerheiligsten Herzen Jesu, der seligen Jungfrau Maria und des heiligen Josefs gestellt.

## 1991–1995
Vor den jüngsten Krieg, der in Bosnien und Herzegowina im April 1992 begann (in der Ostherzegowina bereits im Herbst 1991 mit den Angriffen der Jugoslawischen Volksarmee und serbisch-montenegrinischen paramilitärischen Einheiten auf das kroatisch-katholische Dorf Ravno), hatte das Erzbistum Vrhbosna 528.000 Katholiken in 144 Pfarreien und 204 Diözesanpriester, die gemeinsam mit den Franziskanern der Provinz Bosna Argentina (240 Ordenspriester) als Seelsorger tätig waren. Zahlreiche Diözesanpriester arbeiteten außerhalb des Erzbistums, in Kroatien und anderen Ländern. Außerdem waren in der Diözese auch 4 Jesuiten und 2 Dominikaner tätig. In Sarajevo gab es zwei Hochschulen, eine für den Diözesanklerus mit rund 65 bis 75 Priesteramtskandidaten und 192 künftigen Laientheologen am neu gegründeten Theologischen Institut. Der Franziskanerorden unterhielt in Visoko ein Gymnasium, während die Gymnasiasten der Diözese auf das erzbischöfliche Gymnasium in Zadar gingen. Im Erzbistum gab es zahlreiche Ordensschwestern. Drei Ordensgemeinschaften unterhielten eine eigene Provinz, die Schulschwestern des heiligen Franziskus, die Dienerinnen vom Kinde Jesus und die Barmherzigen Schwestern vom heiligen Vinzenz von Paul. Neben diesen Ordensfrauen, von denen allein im Erzbistum Sarajevo 335 tätig waren, gab es auch Schwestern von anderen Gemeinschaften. Sie hatten 24 Klöster und waren in der Gemeindearbeit und in der Kranken- und Altenpflege tätig.
Nach dem Zweiten Weltkrieg war es den Katholiken in Bosnien mit ausländischer Unterstützung gelungen, allen Hindernissen von Seiten des Staates zum Trotz die Gebäude, die der Staat ihnen gelassen hatte, wieder aufzubauen oder zu renovieren. Das Erzbistum Vrhbosna (Sarajevo) hat keine nennenswerten Baudenkmäler, da sie in den 450 Jahren osmanischer Herrschaft alle zugrunde gingen. Von den alten Klöstern aus vortürkischer Zeit blieben nur drei erhalten. Sie alle bergen viele – für die Geschichte der römisch-katholischen Kirche in diesen Gegenden wertvolle Schätze: Archive, Bibliotheken, Sammlungen von Gemälden und liturgisches Gerät. Es leben heute im Erzbistum Sarajevo 200.000 Katholiken, viele nicht in ihren Heimatorten. In fünfzig Pfarreien ist es den Priestern auch heute noch nicht möglich, seelsorgerisch tätig zu sein. In einem Großteil der Pfarreien lebt nur noch eine kleine Anzahl von Katholiken. Die Erzdiözese hat 208 Diözesanpriester (davon 110 innerhalb der Mutterdiözese), 94 davon in der Pfarrseelsorge, drei Jesuiten, drei Salesianer, einen Dominikaner, 150 Ordensschwestern, 140 Franziskaner.

## Kriegsfolgen
Der Krieg begann aus kroatischer Sicht im Herbst 1991 mit dem serbisch-montenegrinischen Angriff auf das kroatisch-katholische Dorf Ravno in der Ost-Herzegowina. Nach dem kurzen Krieg in Slowenien und unter der anschließenden Aggression gegen Kroatien – unter dem Vorwand, die dort lebenden Serben seien durch die Kroaten bedroht – traf nun, diesmal unter dem Vorwand der Bedrohung durch die Kroaten und Bosniaken, Bosnien-Herzegowina die volle Wucht der serbischen Kriegsmaschinerie. 62 Pfarreien im Erzbistum wurden regelrecht ausradiert, mit ihnen fast das ganze Archivmaterial, denn kaum einem Pfarrer gelang es, die Kirchenbücher zu retten. Als die serbischen Einheiten 70 % des Landes unter ihre Kontrolle gebracht hatten, zogen Heimatvertriebene in freie Landesteile oder in Drittländer. Kroaten und Bosniaken, die zunächst gemeinsam ihre Gebiete gegen die serbischen Angriffe verteidigt hatten, wurden später Opfer von Misstrauen und Argwohn. Es kam dadurch unter ihnen auch zu Kampfhandlungen. In den Kriegswirren der Jahre 1992–1995 schrumpfte die Zahl der Gläubigen in der Erzdiözese Vrhbosna (Sarajevo) von 528.000 auf rund 200.000 Katholiken.

## 2000–2006
Papst Johannes Paul II. errichtete am 24. Mai 2000 das bereits aus dem 4. Jahrhundert stammende Bistum Skopje in Mazedonien neu und unterstellte es der Kirchenprovinz Vrhbosna als Suffraganbistum.
Am 4. Januar 2006 hat Papst Benedikt XVI. die Metropolie Vrhbosna aus der Gerichtsbarkeit der Kongregation für die Evangelisierung der Völker entlassen und vorübergehend unter Verwaltung des Staatssekretariats gestellt, mit der Absicht, diese in die ordentliche Gerichtsbarkeit der Kongregation für die Bischöfe zu geben.